# Pinggau
Pinggau est une commune autrichienne du district de Hartberg en Styrie.